# 검은 파괴자
「검은 파괴자」("Black Destroyer")는 캐나다계 미국인 작가 앨프리드 엘튼 밴 보우트의 스페이스 오페라 단편소설로, 『어스타운딩 사이언스 픽션』 1939년 7월호에 실렸다. 해당 호의 표제작이었다. 이후 1950년에 밴 보우트의 다른 세 작품과 함께 『스페이스 비글 호의 항해』라는 장편으로 묶였으며, 『비글 호』의 제1장에서 제6장까지가 「검은 파괴자」에 해당한다.
이 작품은 SF의 골든에이지의 신호탄을 쏘아올린 작품이라고 평가되기도 한다.

## 줄거리
쿠얼은 커다란 검은 고양이처럼 생긴 지적 생명체다. 쿠얼은 “이드(id)”라는 것을 먹이로 삼는데, 쿠얼의 행성에는 다른 생명체가 모두 멸종해서 쿠얼도 굶어죽어가고 있었다. 그러던 중 한 우주선이 쿠얼의 행성에 착륙하고, 이드로 충만한 생명체들이 쏟아져나온다. 쿠얼은 그들이 다른 별에서 찾아온 과학 탐사대라는 것을 꿰뚫어보고, 무해한 척 그들에게 다가간다. 인간들은 쿠얼을 보고 놀랐지만, 쿠얼이 친근하게 굴고 전파를 통해 의사소통할 수 있는 지적생명체임이 밝혀지자 모선으로 데려간다. 쿠얼은 우주선 승조원들을 모두 잡아먹고 이드로 충만한 그들의 고향(즉, 지구)으로 가서 포식을 할 심산이었다.
너무 긴 굶주림에 시달렸던 쿠얼은 참지 못하고 한 승무원을 죽여 그 이드를 빨아먹는다. 시체를 검시한 인간들은 몸에서 인이 몽땅 빠져나갔음을 발견하고, 쿠얼을 범인으로 단정한다. 가설을 시험해 보기 위해 인간들은 쿠얼에게 인을 한 그릇 가져다주었고, 쿠얼은 광란해서 그릇에 달려들다가 하마터면 그릇을 가져온 사람을 죽일 뻔 한다. 지구인들은 쿠얼을 가두어 버린다. 하지만 쿠얼은 “모든 형태의 진동(vibrations of every description)”을 조작하는 능력이 있었고, 전자 자물쇠를 손쉽게 열고 탈출한다. 쿠얼은 인간들이 잠들었을 때까지 기다리다가, 여러 사람을 살상하고 제발로 우리로 돌아가 자기가 안 한 척 한다. 하지만 인간들은 이 정도로 속지 않았고, 쿠얼이 통제불능으로 위험하다고 판단해 살처분하기로 결정한다.
쿠얼은 에너지 조작능력을 사용해 감방 벽을 녹이고 기관부에 틀어박힌다. 쿠얼은 우주선의 동력을 사용해 기관실 벽을 보강하여 인간들이 들어오지 못하게 만들고, 우주선을 빠르게 가속시킨다. 인간들이 쿠얼을 죽일 계획을 짜는 동안, 쿠얼은 기관부의 기계공작실에서 작은 우주선을 건조해서 탈출한다. 그러나 쿠얼은 인간들의 우주선 모선에 순간기동 능력이 있는 것을 몰랐고, 탈출한 지 몇 초만에 눈앞에 모선이 다시 나타나자 광란한 쿠얼은 인간들에게 잡혀 죽느니 자살을 선택한다.
인간들은 아까 그 행성으로 돌아가 쿠얼의 동족이 있으면 잡아 죽여야 하지 않겠느냐고 논의한다. 고고학자는 쿠얼이 그 행성에서 발견한 유령도시들을 건설한 종족의 일원일 것이며, 그 종족은 상상할 수 없을 정도로 긴 고립과 굶주림 끝에 범죄적 상태로 퇴행한 것이리라 결론내린다. 인류의 끔찍한 과거를 잘 알고 있는 고고학자는 쿠얼을 물리친 것은 “역사, 그리고 역사에 대한 우리의 지식”이라고 결론짓는다.

## 비평
이 작품이 발표된 『어스타운딩』 1939년 7월호에는 아이작 아시모프가 동 잡지에 처음으로 기고한 「트렌즈」도 실려 있었다. 그 다음 호에는 로버트 앤슨 하인라인의 「생명선」이 실렸고, 그 다음에는 시어도어 스터전의 「에테르 브리더」가 실렸다. 해서 이 1939년 7월호는 종종 SF의 골든에이지의 막을 올린 신호탄으로 지칭된다.:45:140 아시모프는 자기 작품이 함께 실린 것은 “순전한 우연”이라며, 1939년 7월호가 아니라 「검은 파괴자」가 골든에이지의 신호탄이었다고 발했다. 그 정도로 스페이스 오페라, 그리고 당대 SF씬 전체에 지대한 영향을 미친 작품이다.

## 쿠얼
이 작품의 반동인물인 쿠얼(Coeurl)은 인간과 비슷하거나 그 이상의 높은 지능을 가진, 커다란 검은 고양이형 생물이다. 귀 대신 더듬이가 있어서 모든 대역의 전자파를 수신할 수 있고, 양 어깨에 한 쌍의 촉수가 돋아나 있다. 촉수 끝은 빨판모양으로 되어 있어 인간의 손처럼 세밀한 작업을 할 수 있다. 원래 살던 행성은 대기 성분의 주성분이 염소였지만, 산소 호흡도 가능하다.
쿠얼은 다른 SF 작품에서 여러 차례 오마주되었다. 작품마다 상세한 묘사나 설정은 제각기 다르다.
- 타카치호 하루카의 소설 『더티페어』 시리즈에서는 쿠얼이란 하나의 개체가 아니라 종족의 이름이며, 인간에게 온순하도록 유전공학 개조를 받은 쿠얼 “무기(MUGHI)”가 주인공 2인조의 파트너로서 등장한다. 원래는 오리지널 생물을 생각했지만 설정을 만드는 사이 쿠얼과 거의 같아졌기 때문에 출처가 『스페이스 비글 호』임을 밝히고 인용하였다.
- TRPG 던전 앤 드래곤에서 디스플레이서 비스트라는 다리가 여섯 개에 흑표범 비슷한 몬스터가 등장하는데, 쿠얼의 오마주다.
- 파이널 판타지 시리즈에서는 제2작 파이널 판타지 II에서 등장한 이후 몬스터로서 개근하게 되었다. 촉수는 없고 수염이 긴 더듬이가 되었다.